# Đồng Hới
Đồng Hới je gradić u Vijetnamu, u pokrajini Quảng Bình. Površina grada je 154,55 četvornih kilometara. Gradić je poprište završne bitke u Prvom ratu u Indokini.
Đồng Hới nalazi se 50 km južno od Phong Nha-Ke Bang, 500 km južno od Hanoija, te 1200 km sjeverno od Ho Ši Mina. Đồng Hới smješten je uz more s pješčanim plažama.

## Stanovništvo
Prema podatcima iz 2006. godine broj stanovnika je 103.988.

## Poveznice
- Zračna luka Đồng Hới